# Pieter B. Pelser
Pieter Pelser es profesor de Sistemática Vegetal, y director del herbario de la Universidad de Canterbury, Christchurch, Nueva Zelanda. Un interés de investigación es la historia de la evolución de la tribu Senecioneae, una de las más grandes tribus en la enorme familia de las fanerógamas.
Escribió el más reciente intento de definir y delimitar esta tribu y de sus especies problemática fundadores de Senecio.
Estudia también los insectos que se alimentan de esas plantas (Longitarsus) que contiene alcaloides pirrolizidinos y lo que les hace elegir qué plantas comer.
Otro interés de la investigación es los miembros del género Rafflesia de Filipinas, que tiene las mayorres flores de cualquier planta, y en particular de su conservación.

## Algunas publicaciones
- Pelser, P.B., R.J. Abbott, H.P. Comes, J.J. Milton, M. Möller, M.E. Loosely, G.V. Cron, J.F. Barcelona, A.H. Kennedy, L.E. Watson, R. Barone, F. Hernández, & J.W. Kadereit. 2011. The genetic ghost of an invasion past: colonization and extinction revealed by historical hybridization in Senecio. Molecular Ecology

- Barcelona, J.F., E.S. Fernando, D.L. Nickrent, D.S. Balete & P.B. Pelser. 2011. An amended description of Rafflesia leonardi and a revised key to Philippine Rafflesia (Rafflesiaceae). Phytotaxa 24: 11-18

- Langel, D., D. Ober & P.B. Pelser. 2011. The evolution of pyrrolizidine alkaloid biosynthesis and diversity in the Senecioneae. Phytochemistry Reviews 10: 3-74

- Balete, D.S., P.B. Pelser, D.L. Nickrent & J.F. Barcelona. 2010. Rafflesia verrucosa (Rafflesiaceae), a new species of small-flowered Rafflesia from eastern Mindanao, Philippines. Phytotaxa 10: 49-57

- Pelser, P.B., E.J. Tepe, A.H. Kennedy, L.E. Watson. 2010. The fate of Robinsonia (Senecioneae; Asteraceae): sunk in Senecio, but still monophyletic? Phytotaxa 5: 31-46

- Pelser, P.B., A.H. Kennedy, E.J. Tepe, J.B. Shidler, B. Nordenstam, J.W. Kadereit, L.E. Watson. 2010. Patterns and causes of incongruence between plastid and nuclear Senecioneae (Asteraceae) phylogenies. American Journal of Botany 97: 856-873

- La abreviatura «Pelser» se emplea para indicar a Pieter B. Pelser como autoridad en la descripción y clasificación científica de los vegetales.[4]